# 京都市立池田東小学校
京都市立池田東小学校（きょうとしりつ いけだひがししょうがっこう）は、京都府京都市伏見区醍醐多近田町にある公立小学校。

## 沿革
出典
- 1983年（昭和58年）4月8日 - 京都市立池田小学校東分校として開校。
- 1984年（昭和59年）4月3日 - 京都市立池田東校として独立開校。
- 1985年（昭和60年） - 植樹式を挙行し、450本の苗木を植樹。
- 1988年（昭和63年） - 飼育小屋と観察池が中庭に完成。
- 1990年（平成2年） - アスレチックランドなどに改修工事を実施。
- 1992年（平成4年） - 野外ランドと防球ネットが完成。
- 1993年（平成5年） - クーラー設置。同年、創立10周年記念式典挙行。
- 1994年（平成6年） - 運動場南側に、グリーンランド完成。
- 1996年（平成8年） - 校舎南側境界壁面の防御フェンス完成。多目的ルーム完成・うんてい設置。
- 1998年（平成10年） - ゴミ集積コンテナ設置。
- 1999年（平成11年） - ふれあいサロン（和室）完成。育成学級（3組）設置。
- 2000年（平成12年） - 夜間照明設備完成。
- 2001年（平成13年） - プール塗装。南校舎2階トイレ改修。
- 2002年（平成14年） - 雨水タンクの設置。
- 2003年（平成15年） - 創立20周年記念式典挙行。記念行事として、京フィル演奏会開催。
- 2004年（平成16年） - 正門前防犯カメラ設置。2学期制実施。
- 2005年（平成17年） - 風力発電装置設置。
- 2006年（平成18年） - 校内LAN整備。
- 2007年（平成19年） - 学校運営協議会「池田東ハートプラン」発足
- 2008年（平成20年） - ランチルーム設置。PTAホームページ立ち上げ。校庭手洗い設備設置。
- 2009年（平成21年） - 放課後学び教室設置。中庭芝生広場完成。放送設備一新。
- 2010年（平成22年） - 北学校施設#校舎校舎にソーラー発電設置。チア部活立ち上げる。
- 2012年（平成24年） - 図書館大改造実施。
- 2013年（平成25年） - 創立30周年記念式典挙行。
- 2018年（平成30年） - 3学期制に復す。

## 歴代校長
- 1984年 - 初代校長
- 2024年 - 上原菜穂子（現校長）

## 学校周辺
- 京都市立多近田児童公園 - 敷地が隣接。
  - 多近田児童公園以外の公園も周辺には点在する。
- 京都府道36号大津宇治線
- 柳戸川
- 伏見東郵便局
- 京都市立醍醐中学校
- 京都市南里公民館

## アクセス
- 醍醐コミュニティバス「2号路線」で、「伏見東郵便局」停留所下車後、徒歩約230m・約4分。
- 京都市営地下鉄東西線醍醐駅から、徒歩約800m・約12分。

## 通学区域が隣接している学校
- 京都市立池田小学校
- 京都市立醍醐西小学校
- 京都市立醍醐小学校
- 京都市立春日野小学校